# Eric Harris (lekkoatleta)
Eric Harris (ur. 7 czerwca 1991) – amerykański lekkoatleta specjalizujący się w biegach sprinterskich.
W 2010 roku odpadł w półfinale biegu na 200 metrów, a wraz z kolegami z reprezentacji wywalczył złoto w biegu rozstawnym 4 x 100 metrów podczas mistrzostw świata juniorów w Moncton. Medalista mistrzostw USA w kategorii juniorów. Rekord życiowy: bieg na 100 m – 10,44 (24 czerwca 2010, Des Moines).	

## Osiągnięcia
| Rok  | Impreza                     | Miejsce | Konkurencja        | Lokata     | Wynik |
| ---- | --------------------------- | ------- | ------------------ | ---------- | ----- |
| 2010 | Mistrzostwa świata juniorów | Moncton | bieg na 200m       | półfinał   | 21,23 |
| 2010 | Mistrzostwa świata juniorów | Moncton | sztafeta 4 x 100 m | 1. miejsce | 38,93 |